# Scopula paneliusi
Scopula paneliusi is een vlinder uit de familie spanners (Geometridae). De wetenschappelijke naam van deze soort werd voor het eerst geldig gepubliceerd in 1957 door Claude Herbulot.
De soort komt voor in tropisch Afrika.